# Dianthus serratifolius
Dianthus serratifolius är en nejlikväxtart. Dianthus serratifolius ingår i släktet nejlikor, och familjen nejlikväxter.

## Underarter
Arten delas in i följande underarter:
- D. s. abbreviatus
- D. s. serratifolius